# Grüne Insel mit Eiderwatt
Die Grüne Insel mit Eiderwatt ist ein Naturschutzgebiet in der schleswig-holsteinischen Stadt Tönning im Kreis Nordfriesland und in den Gemeinden Wesselburenerkoog und Karolinenkoog im Kreis Dithmarschen.
Das Naturschutzgebiet wurde 1987 ausgewiesen (Datum der Verordnung: 15. Dezember 1989). Das Naturschutzgebiet ist gleichzeitig Bestandteil des FFH-Gebietes „Untereider“ und des EU-Vogelschutzgebietes „Ramsar-Gebiet Schleswig-Holsteinisches Wattenmeer und angrenzende Küstengebiete“. Auf der gegenüberliegenden Seite der Eider, unterbrochen nur durch das Fahrwasser, befindet sich das Naturschutzgebiet „Dithmarscher Eidervorland mit Watt“. Zuständige untere Naturschutzbehörden sind die Kreise Nordfriesland und Dithmarschen.
Das Naturschutzgebiet liegt in der Eiderstedter Marsch südwestlich von Tönning oberhalb des Eidersperrwerkes. Es stellt Teile der Grünen Insel (Peinsinsel) und des Katinger Watts unter Schutz. Bei der Grünen Insel handelt es sich um eine ehemalige Insel, die um 1900 in der Eidermündung, als Folge des Baus des Nord-Ostsee-Kanals entstand. 1928 wurde sie durch einen Damm mit dem Festland verbunden. Durch den Bau des Eidersperrwerks im Jahr 1973 wurden die Insel und das Wattgebiet der natürlichen Dynamik des Wattenmeeres weitgehend entzogen. Mit dem Bau wurde auch ein Damm (Eiderleitdamm) vom ehemaligen Lorrendamm, welcher vom Hauptdamm beim Marienhof zum Schafsberg führte, zum neuen Hauptdeich (Eiderdamm) am Eidersperrwerk gebaut. Dieser Damm verläuft vom Schafsberg nahe Bruchwald an, parallel zur Kreisstraße 41, welche bis zum Schafsberg auf dem ehemaligen Lorrendamm verläuft, und das Naturschutzgebiet nach Westen zu den ehemaligen Wattflächen im Katinger Vorland begrenzt. Nach Norden grenzt das Naturschutzgebiet an die ehemalige Hauptdeichlinie, im Süden wird es von einem Feldweg knapp zwei Kilometer östlich des Sperrwerks begrenzt.
Bei den Salzwiese, die durch den Bau des Eidersperrwerks und des Dammes weitgehend trockengelegt worden waren, handelte es sich um den bis dahin größten zusammenhängenden Salzwiesenkomplex an der Westküste Schleswig-Holsteins. Lediglich in den tieferliegenden Uferbereichen sind Reste der Salzwiesen erhalten. Um das einstige Feuchtgebiet als Lebensraum und Rastplatz für Vögel zu erhalten, werden Flächen durch Schafbeweidung und Vernässungsmaßnahmen offen gehalten. Der Bereich des Naturschutzgebietes, welcher sich vor dem Leitdamm hinter dem Sperrwerk befindet, stellt sich als offene Wiesenlandschaft dar. Er wird von zahlreichen Gräben und Prielen durchzogen und unterliegt noch dem Einfluss der Gezeiten. Die zwischen Leitdamm und Straße liegenden Bereiche, die auch als Nullgebiet bezeichnet werden, weil für sie kein definiertes Entwicklungsziel vorlag, sind im Norden bewaldet. Im Süden schließen sich feuchte Wiesenbereiche an, die von einem ehemaligen Priel durchzogen sind. Die Bereiche werden zur Pflege und zum Vogelschutz extensiv beweidet. Das Naturschutzgebiet ist ein wichtiger Lebensraum für zahlreiche Wiesen-, Wat- und Wasservögel.
Das Naturschutzgebiet wird vom Landesverband Schleswig-Holstein des Naturschutzbundes Deutschland (NABU) betreut. An der Kreisstraße südlich von Marienhof befindet sich ein Aussichtsturm, von dem aus das Naturschutzgebiet gut einsehbar ist. Große Teile können auch vom Damm der Kreisstraße aus eingesehen werden. Am Rand des Schutzgebietes gibt es auch Informationstafeln.